# Chaetocalyx platycarpa
Chaetocalyx platycarpa är en ärtväxtart som först beskrevs av Hermann August Theodor Harms, och fick sitt nu gällande namn av Velva Elaine Rudd. Chaetocalyx platycarpa ingår i släktet Chaetocalyx och familjen ärtväxter. Inga underarter finns listade i Catalogue of Life.